# M/S Prins Carl Philip
M/S Prins Carl Philip är ett passagerarfartyg som trafikerar rutten mellan Stadshuskajen, Klara Mälarstrand och Drottningholms slott. 

## Historik
M/S Prins Carl Philip byggdes som ångfartyg på Bergsunds Mekaniska Verkstad i Stockholm 1901 för Hillersjö Ångbåts AB som S/S Nya Hillersjö och trafikerade sedan Mälaren 1901–1917. År 1917 köptes hon av Ångfartygs AB Drottningholm-Fittja. Hon döptes 1931 om till S/S Bayard, 1947 till S/S Hönö och 1968 till M/S Bayard, för att slutligen 1981 få namnet M/S Prins Carl Philip. Hon motoriserades 1952, är 33 meter lång och sex meter bred.
M/S Prins Carl Philip ägs av Stromma som anlitar ERA Shipping AB som operatör av driften. Fartyget stannar tidvis vid flera bryggor längs rutten Stadshuskajen-Drottningholm. 

### Bryggor som trafikeras
- Stadshuskajen
- Ekensberg
- Värdshusbryggan (Stora Essingen)
- Lindholmen
- Fridhemsbryggan (Mälarhöjden)
- Mälarhöjdsbadet
- Kungshatt (Kungshättan)
- Drottningholms slott

## Bilder

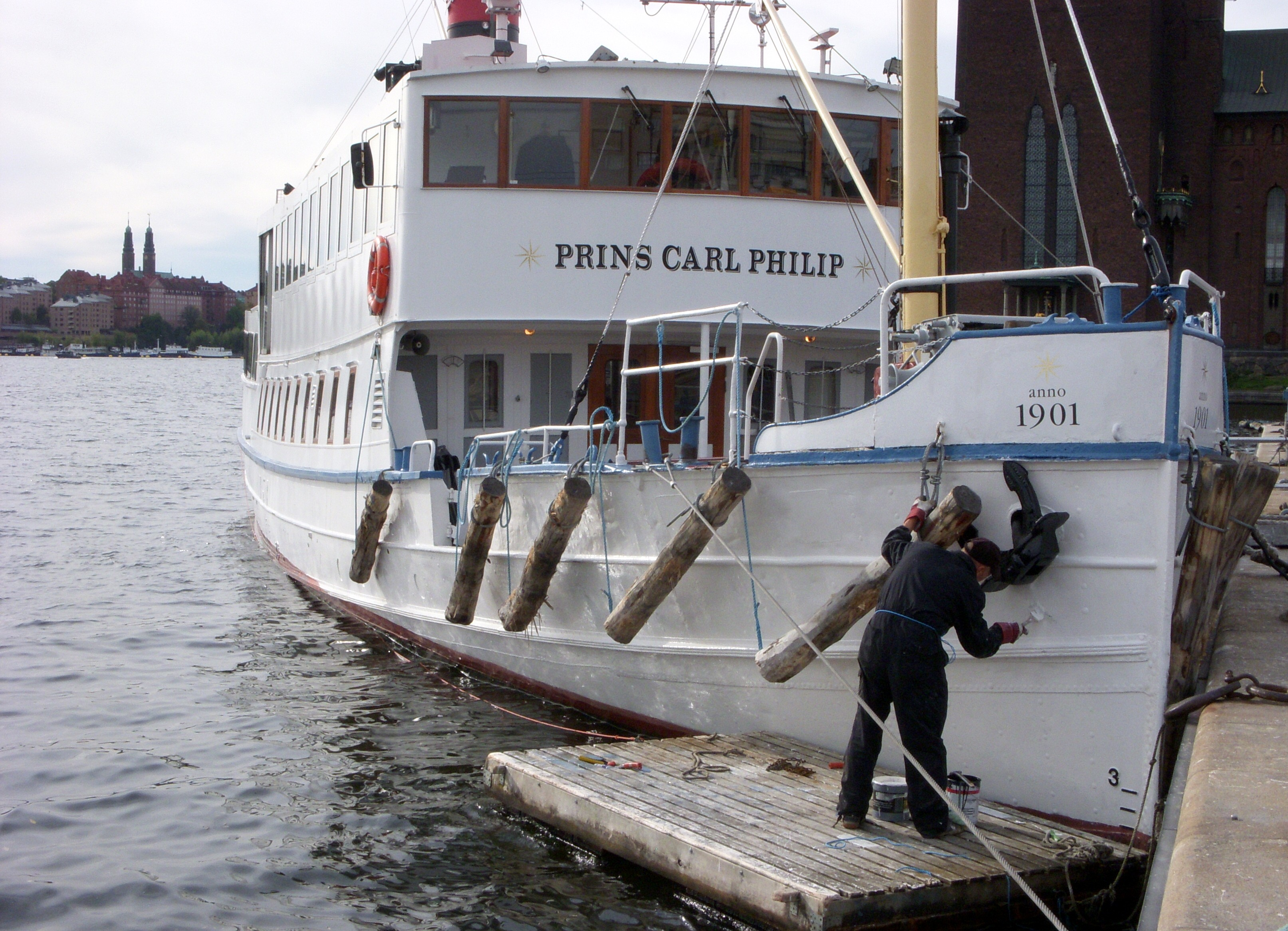
M/S Prins Carl Philip vid Stadshuskajen.
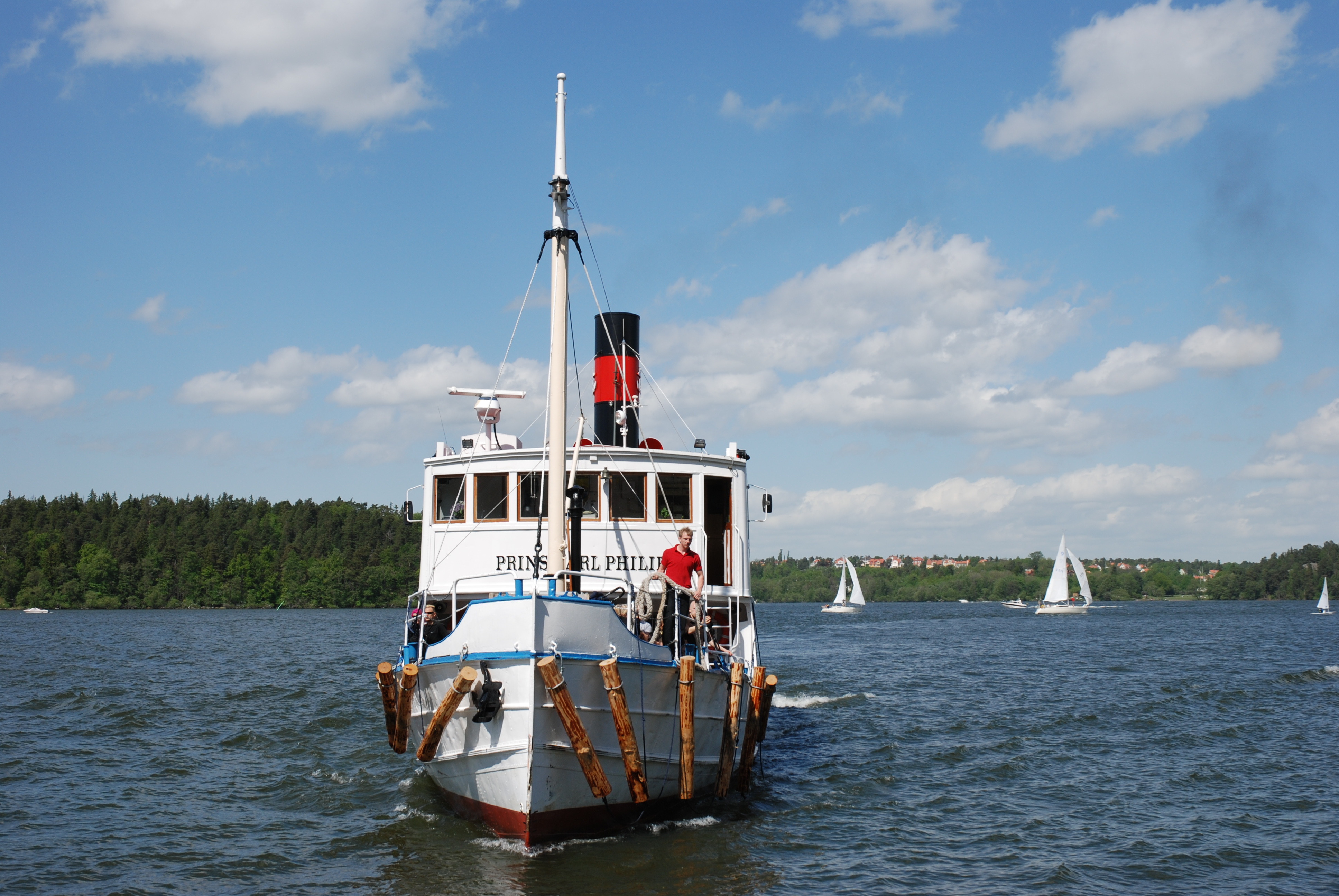
M/S Prins Carl Philip anlöper Fridhemsbryggan i Mälarhöjden.
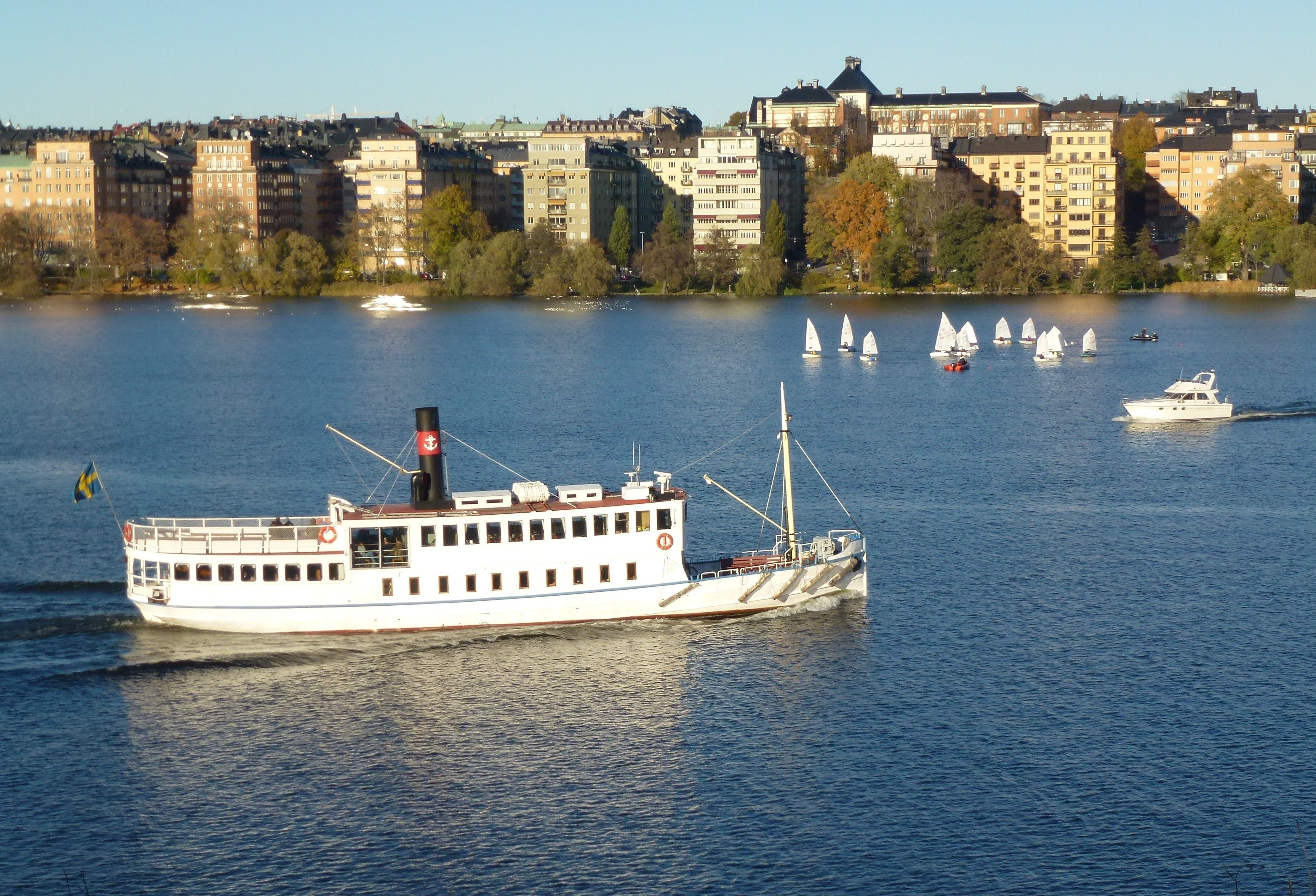
M/S Prins Carl Philip på Riddarfjärden.
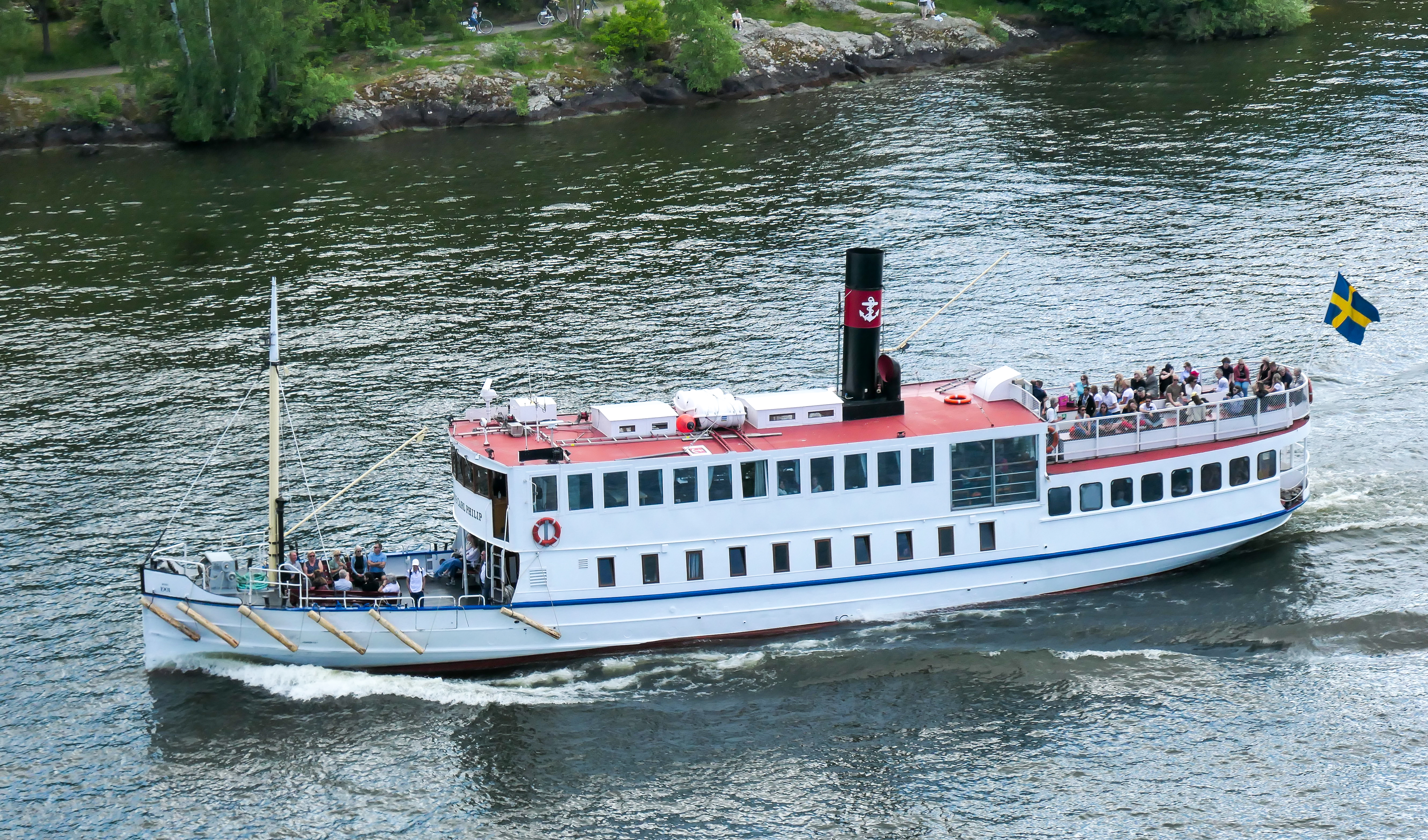
M/S Prins Carl Philip sedd uppifrån Västerbron.